# Bengt Lagercrantz
Carl Fredrik Bengt Lagercrantz (* 12. März 1887 in Stockholm; † 22. Juli 1924 ebenda) war ein schwedischer Sportschütze.

## Erfolge
Bengt Lagercrantz nahm an den Olympischen Spielen 1920 in Antwerpen in zwei Mannschaftskonkurrenzen auf den Laufenden Hirsch teil. Im Einzelschuss verpasste er mit der Mannschaft als Vierter einen Medaillengewinn, wohingegen er im Doppelschuss die Silbermedaille gewann. Gemeinsam mit Edward Benedicks, Fredric Landelius, Alfred Swahn und Oscar Swahn belegte er hinter Norwegen und vor Finnland den zweiten Platz.
Lagercrantz war Leutnant bei der Svea livgarde, einem Infanterieregiment der schwedischen Armee.